# Argo Point
Der Argo Point ist ein steil aufragendes, 260 m hohes Felsenkap an der Ostküste des Grahamlands im Norden der Antarktischen Halbinsel. Es liegt auf der Ostseite der Jason-Halbinsel in einer Entfernung von 35 km nordöstlich des Veier Head.
Erstmals gesichtet wurde es vermutlich 1893 vom norwegischen Walfangunternehmer und Antarktisforscher Carl Anton Larsen. Der Falkland Islands Dependencies Survey nahm 1953 eine Vermessung vor. Das UK Antarctic Place-Names Committee benannte es nach dem Schiff Argo aus der griechischen Mythologie.
Der unmittelbar an das Kap anschließende unbenannte Vulkankegel erreicht eine Höhe von 360 m und war im Pleistozän aktiv. Die Kalium-Argon-Datierung zweier Basalte ergab ein Alter von 0,8–1,6 Mio. Jahren.